# Исландская академия искусств
Исландская академия искусств (исл. Listaháskóli Íslands, LHÍ) — государственное высшее учебное заведение в Рейкьявике, столице Исландии, предоставляющее образование в области изобразительного искусства, театра, танца, музыки, киноискусства, дизайна, архитектуры и художественного образования. Основана при слиянии Исландской театральной школы и Исландской школы искусств и ремёсел и открыта осенью 1999 года.

## История
Исландская школа искусств и ремёсел (Myndlista- og handíðaskóli Íslands, MHÍ) создана как Ремесленная школа (Handíðaskólinn) в 1939 году в Рейкьявике. После основания Исландской академии искусств (LHÍ) MHÍ объединилась с ней, став факультетом изобразительных искусств и факультетом дизайна LHÍ.

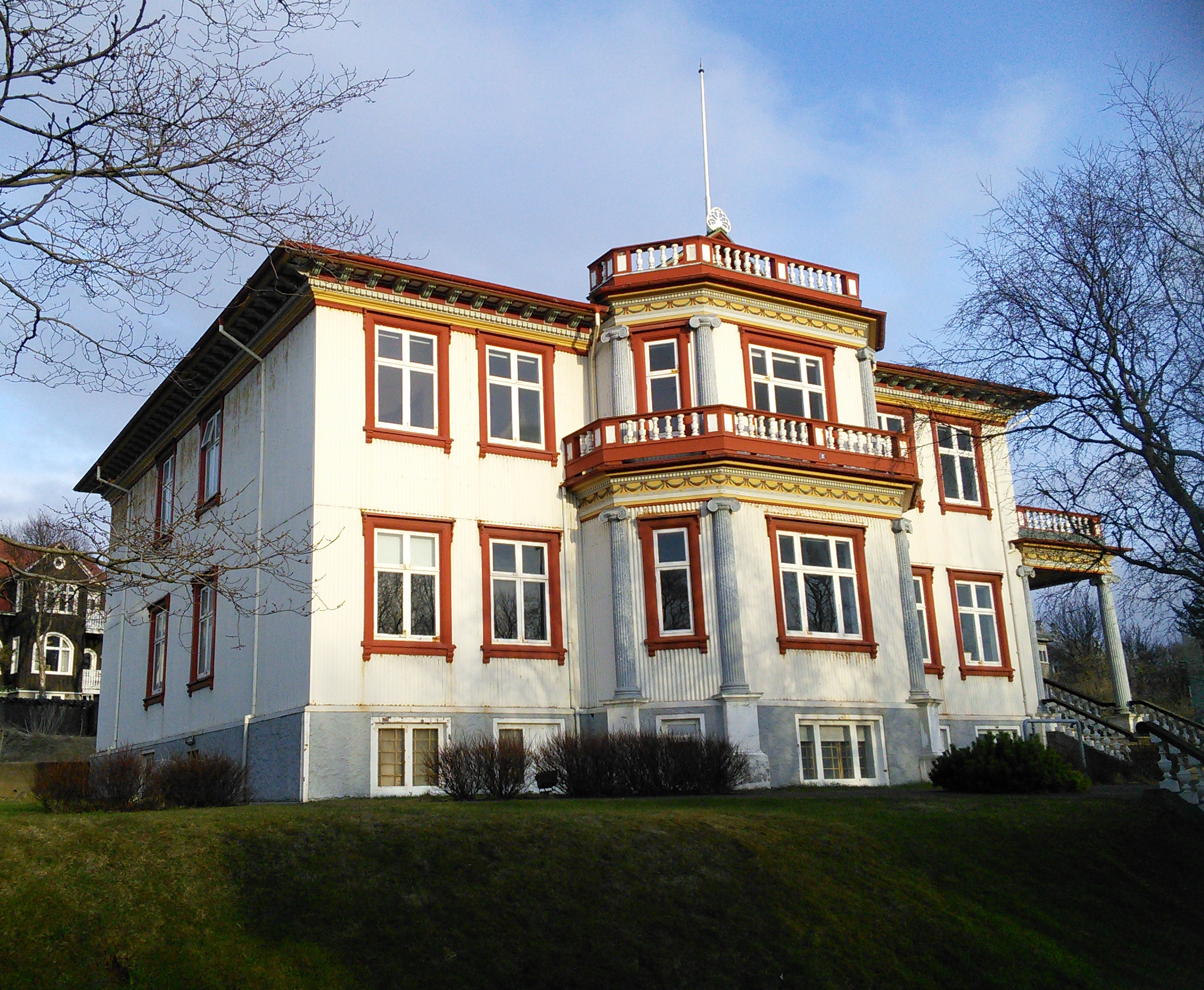
Здание на улице Фрикиркьювегур, 11

Театральной школы в Исландии не было и энтузиасты 2 августа 1972 года в «Северном доме» (Norræna húsið), культурном центре, принадлежащем Северному совету, создали организацию Samtök áhugafólks um leiklistarnám (SÁL). В сентябре в подвале здания Молодёжного совета города Рейкьявик (Æskulýðsráð Reykjavíkur) на улице Фрикиркьювегур, 11 начала работать вечерняя театральная школа SÁL (Leiklistarskóli SÁL). Исландская театральная школа (Leiklistarskóli Íslands, LÍ) создана в 1975 году в Рейкьявике. После основания Исландской академии искусств (LHÍ) LÍ объединилась с ней, став факультетом театрального искусства LHÍ.
Учредительное собрание академии состоялось 21 сентября 1998 года. На нём академии выдан устав, подписанный представителями Союза художников Исландии (BÍL) и министром образования Бьёдном Бьяднасоном. 29 сентября устав подписал министр юстиции Торстейдн Паульссон. 24 марта 1999 года учебное заведение и министр образования подписали заявление, в котором определялась структура образования. 10 июня академия получила лицензию и осенью начала деятельность с открытия факультета изобразительных искусств.
Осенью 2000 года началось преподавание театрального искусства, а в 2001 году — музыки. В 2001 году в академии начал функционировать самостоятельный факультет дизайна, в 2002 году начато преподавание архитектуры, дизайна продуктов и дизайна одежды.
Осенью 2001 года была выделен факультет художественного образования. В 2009 году началось обучение в магистратуре.
Осенью 2005 года на факультете театрального искусства начали действовать новые учебные программы: годичная программа танца, разработанная совместно с Исландской танцевальной труппой, и трёхлетняя программа современного театра. В 2007 году на факультете была открыта программа современного танца. Осенью 2014 года факультет был переименован в факультет исполнительских искусств.
На музыкальном факультете в 2008 году были запущены две новые учебные программы: программа по церковной музыке, дающая степень бакалавра, и программа по композиции на уровне магистратуры. Год спустя на факультете была запущена общеевропейская магистерская программа New Audiences and Innovative Practice (NAIP), которая предлагается также в Нидерландах Консерваторией принца Клауса и Гаагской консерваторией.
Осенью 2012 года были запущены две новые магистерские программы: магистратура по дизайну и магистратура по изобразительному искусству. Осенью 2013 года началось обучение по программе «Преподаватель пения и инструментальной музыки», осенью 2016 года – по программе магистратуры «Преподаватель пения и инструментальной музыки», а осенью 2018 года – бакалавриат по ритмическому пению и преподаванию инструментальной музыки.
1 августа 2023 года вступила в должность ректора Кристин Эйстейнсдоуттир, которая была директором Городского театра в 2014—2020 годах. Она сменила Фриду Бьёрк Ингварсдоуттир (Fríða Björk Ingvarsdóttir; род. 30 мая 1960), которая занимала пост 10 лет.
В 2025 году состоялся первый выпуск студентов, получивших степень бакалавра на факультете киноискусства.

## Факультеты
- Факультет архитектуры
- Факультет дизайна
- Факультет киноискусства
- Факультет художественного образования
- Факультет изобразительного искусства
- Факультет музыки
- Факультет исполнительских искусств